# Calosoma grandidieri
Calosoma (Ctenosta) grandidieri – gatunek chrząszcza z rodziny biegaczowatych, podrodziny Carabinae i plemienia Carabini.

## Taksonomia
Gatunek opisał Maindron w 1900 lokując go w podrodzaju Ctenosta Motschulsky, 1866. W 1927 Stephan von Breuning umieścił ten gatunek wraz z Calosoma bastardi w nowym podrodzaju Eucalosoma, wyróżnionym na podstawie m.in. chetotaksji. W 1929 Georges Vacher De Lapouge umieścił go z kolei w podrodzaju Epipara. W 1940 René Gabriel Jeannel wyniósł podrodzaj Ctenosta do rangi rodzaju tworząc kombinację Ctenosta (Eucalosoma) grandidieri. Obecnie gatunek ten umieszczany w podrodzaju Ctenosta.

## Opis
Ciało długości od 25 do 33-35 mm długości i od 11 do 15 mm szerokości. Wierzch ciała spiżowobrązowy. Tylny krętarz ze spiczastym wyrostkiem. Pokrywy z podłużnymi, punktowanymi rzędami i rzadko rozmieszczonymi, złoto-miedzianymi dołkami. Spodnia strona głowy, tułowia i epipleury metalicznie zabarwione, odwłok zaś czarny.

## Biologia
Gatunek zdolny do lotu. Aktywne osobniki obserwowane w grudniu, podczas ciepłej pory deszczowej.

## Występowanie
Gatunek ten jest endemitem Madagaskaru, gdzie występuje na terenie całego kraju.